# Сполучник
Сполу́чник або злучник є службова частина мови, що послуговує для зв'язку однорідних членів речення та частин складного речення. Сполучники не мають власного лексичного значення й не виконують у реченні граматичну роль.
До сполучників належать і, та, й, але, а тощо.
Сполучники зв'язують слова (батько й мати), словосполуки (довгі вулиці та високі кам'яниці), сурядні речення (Учитель читає, а учні слухають) та складники складнопідрядних речень (Коли вчитель читає, учні слухають). Залежно від синтаксичної функції сполучники поділяються на сурядні (і (й), та, та й, а, але, або, чи, прикладкове як) та підрядні (коли, що, якби, наскільки, хоч, мов, наче, часове й порівняльне як).
За походженням сполучники поділяються на первісні, що морфольогічною будовою не пов'язані з іншими частинами мови (і, а, чи, та), і на похідні від інших частин мови (щоб, якби, проте, однак, буцімто). Інтонація речення може рекомпенсувати відсутність сполучника (Якщо підеш направо, загризе тебе вовк: Підеш направо – загризе тебе вовк), явище часте в розмовній і художній мовах. У давнішій літературній мові, як і в народній, декотрі сполучники виступають синкретично, в різних синтаксичних функціях (наприклад, що в значенні бо, коли тощо).
Сполучники досліджували В. Сімович, Ф. Мєдвєдєв, М. Вихристюк, А. Кващук, М. Каранська, А. Грищенко, Л. Кадомцева та інші дослідники.

## Різновиди
- За походженням:
  - непохідні,
  - похідні.
- За вживанням:
  - одиночні,
  - повторювані: і... і,  ні... ні та інші.
- За складом:
  - прості,
  - складні,
  - складові.

## Правопис сполучників
Український правопис визначає правила написання складних сполучників:
1. Складні сполучники: адже, аніж, втім, зате, мовби, мовбито, начеб, начебто, немов, немовби, немовбито, неначе, неначебто, ніби, нібито, ніж, отже, отож, притім, притому, причім, причому, проте, себто, тобто, цебто, щоб, якби, якщо, а також слова абощо, тощо пишуться разом.
2. Сполучники із частками би, б, ж, же пишуться окремо.
3. Окремо пишуться також складені сполучники: дарма що, для того щоб, замість того щоб, з тим щоб, з того часу як, попри те що, після того як, при цьому, та й, так що, тимчасом як, тому що, у міру того як, через те що й подібні.
4. Через дефіс пишуться сполучники отож-то, тим-то, тільки-но, тому-то.